# Чемпионат мира по стендовой стрельбе 1930
Чемпионат мира по стендовой стрельбе 1930 года прошёл в Риме (Итальянское королевство). Это был первый в истории отдельный чемпионат мира по стендовой стрельбе.

## Общий медальный зачёт
| Место | Страна   | Золото | Серебро | Бронза | Всего |
| ----- | -------- | ------ | ------- | ------ | ----- |
| 1     | США      | 1      | 0       | 0      | 1     |
| 2     | Германия | 0      | 1       | 1      | 2     |
| 3     | Венгрия  | 0      | 0       | 1      | 1     |
| Всего | Всего    | 1      | 1       | 2      | 4     |

## Медалисты
| Дисциплина | Золото    | Серебро        | Бронза          |
| ---------- | --------- | -------------- | --------------- |
| Трап       | Марк Арие | Хельмут Келлер | Шандор Лумничер |
| Трап       | Марк Арие | Хельмут Келлер | Курт Шёбель     |